# Lhuntse (plaats, Bhutan)
Lhuntse is een plaats in Bhutan en is de hoofdplaats van het district Lhuntse.
In 2005 telde Lhuntse 1175 inwoners.